# Fuchsia loxensis
Fuchsia loxensis là một loài thực vật thuộc họ Onagraceae. Đây là loài đặc hữu của Ecuador.